# Czarna Woda (gromada)
Czarna Woda – dawna gromada, czyli najmniejsza jednostka podziału terytorialnego Polskiej Rzeczypospolitej Ludowej w latach 1954–1972.
Gromady, z gromadzkimi radami narodowymi (GRN) jako organami władzy najniższego stopnia na wsi, funkcjonowały od reformy reorganizującej administrację wiejską przeprowadzonej jesienią 1954 do momentu ich zniesienia z dniem 1 stycznia 1973, tym samym wypierając organizację gminną w latach 1954–1972.
Gromadę Czarna Woda z siedzibą GRN w Czarnej Wodzie (wówczas wsi) utworzono – jako jedną z 8759 gromad na obszarze Polski – w powiecie starogardzkim w woj. gdańskim na mocy uchwały nr 23/III/54 WRN w Gdańsku z dnia 5 października 1954. W skład jednostki wszedł obszar dotychczasowej gromady Czarna Woda ze zniesionej gminy Kaliska oraz miejscowość Jastrzębie z dotychczasowej gromady Zimne Zdroje ze zniesionej gminy Osieczna w tymże powiecie i województwie, a także część obrębu kat. Łąg o obszarze 8,20 ha (przylegająca do miejscowości Czarna Woda) z dotychczasowej gromady Łąg ze zniesionej gminy Czersk w powiecie chojnickim w woj. bydgoskim. Dla gromady ustalono 11 członków gromadzkiej rady narodowej.
1 stycznia 1958 do gromady Czarna Woda włączono serię parceli (łącznie z częścią autostrady do magistrali i niektórymi parcelami obrębu Stare Prusy) z gromady Łąg w powiecie chojnickim w woj. bydgoskim, po czym gromadę Czarna Woda zniesiono przez nadanie jej statusu osiedla.
1 stycznia 1959 do osiedla Czarna Woda włączono serię parceli serię parceli z obrębu Łąg (karta mapy 1 i karta mapy 4) oraz z obrębu Stare Prusy (karta mapy 3) z gromady Łąg w powiecie chojnickim w woj. bydgoskim; równocześnie utraciły moc przepisy regulujące granicę międzę gromadą Łąg i Czarną Wodą wprowadzone rok wcześniej (1 stycznia 1958).
1 stycznia 1970 z osiedla Czarna Woda wyłączono: obszar o powierzchni 2.262,75 ha, włączając go gromady Kaliska w tymże powiecie; oraz obszar o powierzchni 134,40 ha, włączając go gromady Osieczna tamże.
1 stycznia 1973, w następstwie kolejnej reformy gminnej znoszącej gromady i osiedla, Czarna Woda utraciła status osiedla, stając się wsią w reaktywowanej gminie Kaliska w powiecie starogardzkim w woj. gdańskim. Do funkcji administracyjnych Czarna Woda powróciła dopiero po 20 latach, kiedy to 1 stycznia 1993 z gminy Kaliska wyłączono wieś Czarna Woda oraz część wsi Lubiki (3,88 ha), tworząc z nich gminę Czarna Woda, której nadano równocześnie prawa miejskie. Miasto Czarna Woda jako gmina miejska przetrwała do 1 stycznia 2014, kiedy to jednostka zmieniła rodzaj na miejsko-wiejski. Odebranie gminie statusu miasta i nadanie go miejscowości wiejskiej Czarna Woda spowodowało zmniejszenie powierzchni miasta ogółem o 1779 ha (o powierzchnię obszaru wiejskiego – tzn. sołectw Huta Kalna i Lubiki – wyłączonego poza administrację miasta).